# Royal Rumble (1998)
Royal Rumble (1998) foi o 11º evento anual de pay-per-view (PPV) de wrestling profissional Royal Rumble produzido pela World Wrestling Federation (WWF, agora WWE). O evento ocorreu em 18 de janeiro de 1998, na San Jose Arena, em San Jose, Califórnia. Seis lutas foram disputadas no card do evento. Como tem sido costume desde 1993, o vencedor da luta Royal Rumble recebeu uma luta por um campeonato mundial na WrestleMania daquele ano. Para o evento de 1998, o vencedor recebeu uma luta pelo WWF Championship na WrestleMania XIV. Este foi o primeiro Royal Rumble da Attitude Era.
O evento principal foi uma luta de caixão entre Shawn Michaels e The Undertaker pelo WWF Championship, na qual Michaels venceu para reter o título. A principal luta do card secundário foi a luta Royal Rumble de 1998, que Stone Cold Steve Austin venceu ao eliminar por último Rocky Maivia, tornando-se assim a terceira pessoa a vencer duas lutas Royal Rumble, e consecutivamente, após Hulk Hogan em 1990-91 e Shawn Michaels em 1995-96. Além disso, The Legion of Doom (Hawk e Animal) derrotaram The New Age Outlaws ("Road Dogg" Jesse James e "Badd Ass" Billy Gunn) por desqualificação, portanto não conquistando o WWF Tag Team Championship, e "The Rock" Rocky Maivia derrotou Ken Shamrock para reter o WWF Intercontinental Championship.

## Produção

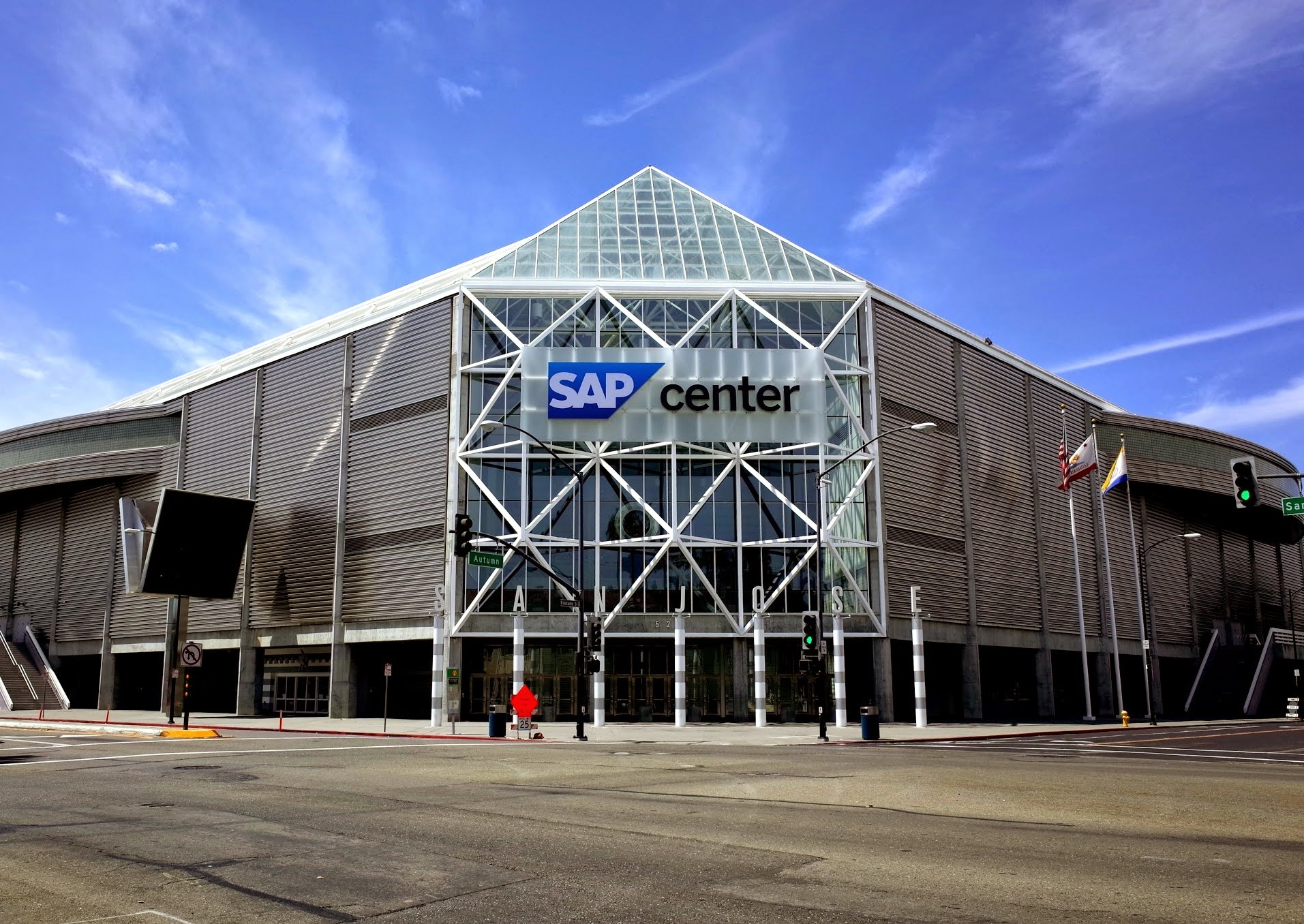
A San Jose Arena em San Jose, California, local onde foi realizado o Royal Rumble.

### Conceito
Royal Rumble é um pay-per-view (PPV) anual, produzido todo mês de janeiro pela World Wrestling Federation (WWF, agora WWE) desde 1988. É um dos quatro pay-per-views originais da promoção, junto com o WrestleMania, SummerSlam e Survivor Series, que foram apelidados de "Quatros Grandes", e foi considerado um dos "Cinco Grandes" PPVs, junto com King of the Ring. Seu nome vem da luta Royal Rumble, uma batalha real modificada na qual os participantes entram em intervalos cronometrados, em vez de todos começarem no ringue ao mesmo tempo. A luta geralmente conta com 30 lutadores e o vencedor tradicionalmente ganha uma luta pelo título mundial na WrestleMania daquele ano. Em 1998, o vencedor conquistou uma luta pelo WWF Championship na WrestleMania XIV. O evento de 1998 foi o 11º na cronologia do Royal Rumble, e estava agendado para ocorrer em 18 de janeiro de 1998, na San Jose Arena, em San Jose, Califórnia.

### Rivalidades
O Royal Rumble (1998) consistiu em lutas de wrestling profissional envolvendo lutadores que faziam parte de rivalidades e histórias previamente estabelecidas, desenvolvidas no Raw is War — principal programa televisivo da WWF. Os lutadores assumiam os papéis de heróis ou vilões enquanto seguiam uma sequência de acontecimentos que aumentavam a tensão, culminando em uma luta ou série de lutas no evento.
Nas semanas que antecederam o pay-per-view, Ken Shamrock enfrentou vários membros da Nation of Domination antes da luta marcada contra o Campeão Intercontinental "The Rock" Rocky Maivia, derrotando Kama Mustafa e Faarooq com sua submissão ankle lock, apesar da interferência de outros membros da Nation. O último Raw is War antes do Royal Rumble mostrou Shamrock formando dupla com Mark Henry contra Maivia e D'Lo Brown, mas justo quando Shamrock parecia prestes a aplicar seu ankle lock em The Rock, Henry virou-se contra ele, juntando-se ao Nation para aplicar um ataque após a luta.
Após vencerem seu primeiro campeonato, os New Age Outlaws humilharam ainda mais os ex-campeões, The Legion of Doom, raspando um dos moicanos de Hawk e, com a ajuda do D-Generation X, aplicando um powerbomb em Animal através da mesa dos anunciadores, lesionando suas costas. Embora tenha sido aconselhado pelos médicos a não competir, Animal descansou nas primeiras semanas do ano, enquanto os Outlaws dominavam a divisão de duplas antes do Royal Rumble.
A preparação para a luta Royal Rumble focou quase inteiramente em Stone Cold Steve Austin. Austin declarou que, ao entrar na luta Royal Rumble, viveria pelo lema "Faça com os outros antes que façam com você". Isso levou Austin a interferir regularmente nas lutas do Raw is War, ou aparecer logo após as lutas terminarem, aplicando o Stone Cold Stunner em qualquer um que estivesse à vista, além de deixar outros lutadores nos bastidores enterrados sob mesas e cadeiras. No segmento final do Raw is War que precedeu o evento, todos os competidores da luta Royal Rumble estavam no ringue, esperando para sortear seus números de entrada, quando Austin invadiu pelo meio da plateia e começou a distribuir socos por todo o ringue, provocando uma briga entre os diversos lutadores em rivalidade no ringue, e chutando o gerador de números para fora do ringue.
O evento principal pelo WWF Championship foi uma revanche entre o campeão Shawn Michaels e o desafiante The Undertaker. A rivalidade entre eles começou após o SummerSlam do ano anterior, em agosto, quando Michaels, que era o árbitro especial na luta entre o então campeão Undertaker e Bret Hart, acertou Undertaker com uma cadeira destinada a Hart e contou o pin, fazendo Undertaker perder o campeonato. A primeira luta entre os dois aconteceu no Ground Zero: In Your House no mês seguinte, um combate que terminou sem resultado devido à interferência externa dos companheiros de D-Generation X de Michaels, Triple H e Chyna. Michaels e Undertaker retomaram a rivalidade no Badd Blood em outubro de 1997 na primeira luta Hell in a Cell da história, que terminou com a estreia do irmão (em kayfabe) de Undertaker, Kane, dando a vitória injusta para Michaels ao aplicar um tombstone piledriver em Undertaker, permitindo que Michaels, ferido e ensanguentado, roubasse a vitória. Para zombar de Undertaker, Triple H e Chyna levaram um caixão ao ringue, mas Michaels apareceu de dentro dele e o pintou com slogans do D-Generation X. Na semana seguinte, enquanto Michaels fazia um promo, o mesmo caixão apareceu novamente, e Michaels acreditou que fosse apenas Triple H e Chyna pregando uma peça. No entanto, dessa vez, Undertaker apareceu de dentro do caixão, pegou Michaels pela garganta e o arrastou para dentro do caixão. Undertaker deixou sua presença totalmente conhecida na semana seguinte, interrompendo uma entrevista na qual Michaels afirmava que iria apresentar o mais novo membro do DX: Kane. Undertaker alertou Michaels e o DX para deixarem sua família fora da rivalidade, antes de atacar o grupo e ser superado em número. Kane fez uma aparição surpresa e ajudou Undertaker, lutando contra o DX até a rampa, antes de se virar e estender a mão em uma saudação semelhante à de Undertaker, que foi retribuída pelo irmão.

## Evento
| Função:                   | Nome:           |
| ------------------------- | --------------- |
| Comentaristas em inglês   | Jim Ross        |
| Comentaristas em inglês   | Jerry Lawler    |
| Comentaristas em espanhol | Carlos Cabrera  |
| Comentaristas em espanhol | Tito Santana    |
| Comentaristas em francês  | Jean Brassard   |
| Comentaristas em francês  | Raymond Rougeau |
| Entrevistador             | Michael Cole    |
| Anunciador de ringue      | Howard Finkel   |
| Árbitros                  | Mike Chioda     |
| Árbitros                  | Jack Doan       |
| Árbitros                  | Jim Korderas    |
| Árbitros                  | Earl Hebner     |
| Árbitros                  | Tim White       |

### Lutas preliminares
A luta de abertura começou com Goldust atacando Vader assim que ele entrou no ringue. Vader logo se recuperou e arremessou Goldust contra o corner, antes de cair para fora do ringue, onde também empurrou Luna Vachon no chão. Após um suplex e um big splash, Goldust foi arrastado até o corner para que Vader pudesse tentar seu Vader Bomb, mas um golpe baixo o impediu. Vader então tentou o golpe pela segunda vez, apenas para que Luna pulasse em suas costas. Mesmo assim, Vader executou o movimento e conseguiu o pin vencendo a luta.
Com Sunny como árbitra especial convidada, uma luta de trios no estilo lucha libre com lutadores anões aconteceu. A equipe herói teve a maior vantagem no início, com trocas frequentes, enquanto a equipe vilã era constantemente jogada para fora do ringue por baixo da corda inferior e substituída por um novo membro. Max Mini usou Sunny para ajudá-lo a aplicar dropkicks em Battalion, Tarantula e depois em El Torito, nessa ordem, antes de executar um hurricarana do alto do corner em Torito e vencer a luta com um backslide pin.
Em seguida, a luta pelo Intercontinental Championship começou com uma troca de socos e alguns chutes até que Ken Shamrock errou o tempo de um hurricanrana, permitindo que Rocky Maivia o jogasse no chão com força. Após ser chutado até o corner, Shamrock respondeu com um crossbody que lhe rendeu apenas uma contagem de dois, assim como um pin após um fisherman suplex. Maivia então assumiu o controle revertendo um Irish whip em um DDT, antes de colocar o desafiante em uma headlock. A próxima tentativa de DDT de Rocky, no entanto, foi revertida em um power slam, o que levou os membros da Nation a invadirem o ringue. Com o árbitro distraído após D'Lo Brown, parceiro de Maivia na Nation of Domination, ficar preso nas cordas, The Rock usou um soco inglês para acertar Shamrock e escondeu a arma nos calções do próprio Shamrock. Quando o árbitro voltou a prestar atenção na luta, conseguiu apenas uma contagem de dois. Shamrock então se recuperou e aplicou um belly to belly suplex slam, vencendo a luta e conquistando o título. No entanto, enquanto Shamrock comemorava, Maivia apelou para Mike Chioda que, ao descobrir o objeto ilegal nos calções de Shamrock, reverteu a decisão e tirou o cinturão de um confuso Shamrock. Chioda devolveu o título a Maivia, tornando-o o vencedor por desqualificação. Enfurecido, Shamrock então atacou o árbitro por tê-lo despojado do título.
Na luta de duplas, os New Age Outlaws começaram prematuramente ao atacar a Legion of Doom antes mesmo do sino tocar. A LOD rapidamente virou a luta a seu favor, perseguindo os campeões pela rampa enquanto eles tentavam forçar uma derrota por contagem. Mantendo o controle, a LOD se revezou atacando Road Dogg, que eventualmente algemou Hawk no corner fora do ringue. Mesmo assim, Animal conseguiu dominar tanto Road Dogg quanto Billy Gunn, aplicando um power slam em Gunn seguido de um pin, que foi interrompido com uma cadeirada, causando o fim da luta por desqualificação. A desqualificação deu a vitória à LOD, enquanto os New Age Outlaws mantiveram os cinturões. Após a luta, os Outlaws atacaram Animal em dupla até que Hawk se libertou das algemas para salvar seu parceiro.

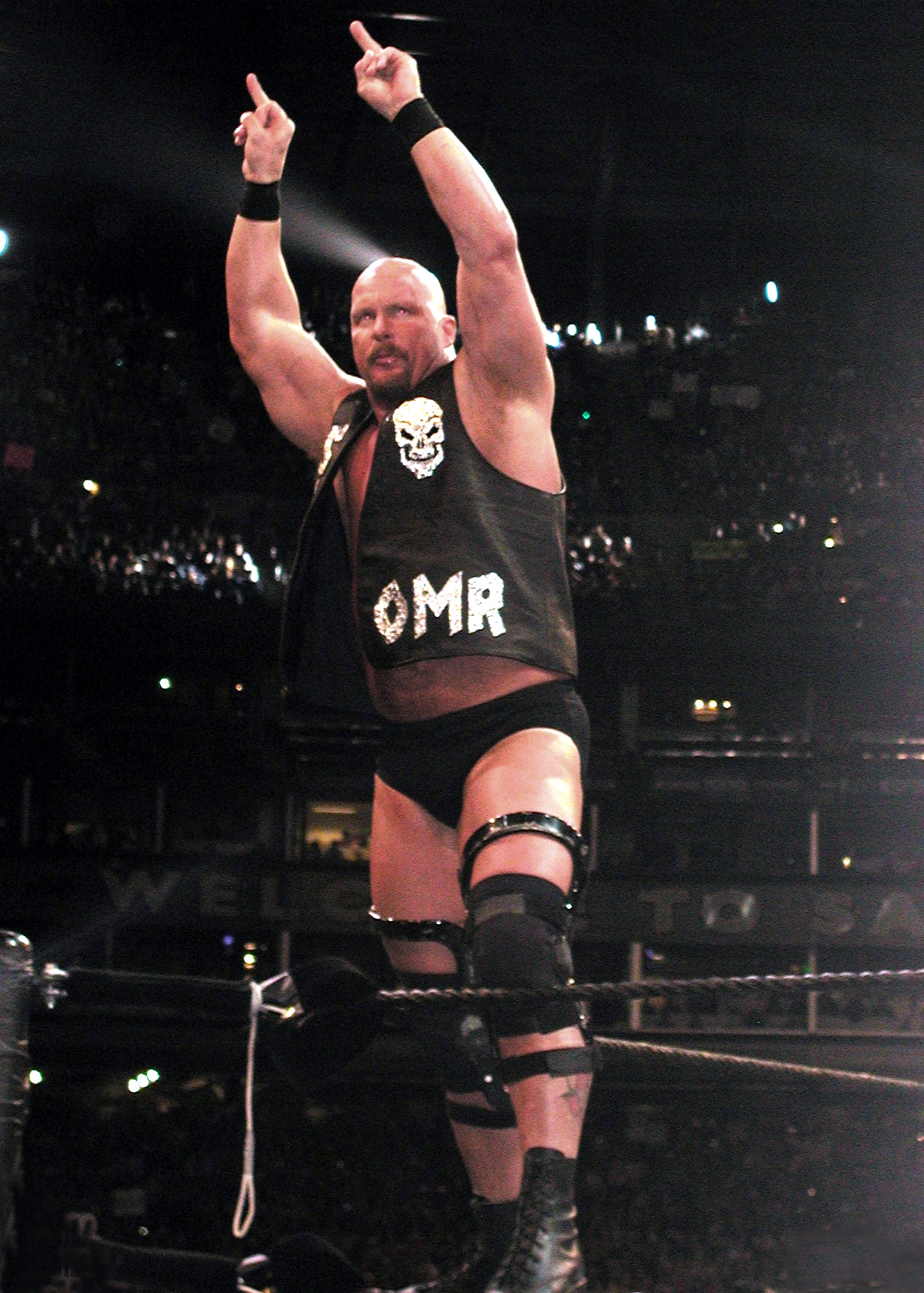
Stone Cold Steve Austin, vencedor da luta Roya Rumble de 1998.

A luta Royal Rumble começou com Cactus Jack (persona de Mick Foley) entrando como #1, trazendo latas de lixo para o ringue. O segundo a entrar foi Chainsaw Charlie (alter ego de Terry Funk e parceiro de Cactus Jack), que chegou empunhando sua motosserra. Imediatamente, Cactus o atacou com uma cadeira, e os dois se envolveram em uma batalha hardcore, brevemente interrompida pelo terceiro participante, Tom Brandi, que foi eliminado por ambos rapidamente. Rocky Maivia entrou como #4, recebendo uma lata de lixo na cabeça e sendo jogado brevemente para fora do ringue por baixo da corda. Conforme o ringue enchia, Cactus tentou eliminar Chainsaw Charlie com um clothesline, mas acabou se jogando para fora junto com ele, sendo eliminado. Owen Hart saiu como #9, mas foi atacado por Jeff Jarrett e seu empresário Jim Cornette antes de conseguir entrar no ringue. Foley voltou ao combate como Mankind no número #16 e eliminou Chainsaw Charlie, enquanto Shamrock e Maivia retomavam sua rivalidade. Jarrett entrou oficialmente como #18, sendo rapidamente eliminado por Owen, que retornou para se vingar. No entanto, Owen foi distraído por Triple H (não participante), que o acertou com uma muleta enquanto Chyna o puxava para fora do ringue, resultando em sua eliminação. No número #22, nenhum participante apareceu. Jerry Lawler alegou que essa vaga pertencia a Stone Cold Steve Austin, que teria sido atacado nos bastidores. Quando a contagem chegou a #24, a música de Austin tocou, e após uma longa espera, ele apareceu vindo pela plateia, entrando no ringue e eliminando Marc Mero e 8-Ball. Savio Vega, no número #26, veio acompanhado pelos outros membros dos Los Boricuas, que atacaram Austin. Faarooq completou a presença da Nation of Domination no ringue, mas foi direto contra seu companheiro Maivia. Foley retornou mais uma vez como Dude Love. Restaram apenas quatro homens no fim: Maivia, Austin, Dude Love e Faarooq. Austin e Dude Love, ex-parceiros de duplas, se uniram brevemente contra os dois membros da Nation, até que Austin traiu Dude, permitindo que Faarooq o eliminasse. Faarooq então se voltou contra Maivia, mas foi traído e eliminado pelo próprio colega de equipe. Restaram então os ex-campeões intercontinentais Austin e Maivia. Maivia sobreviveu a quase ser eliminado, mas acabou levando um Stone Cold Stunner antes de finalmente ser jogado para fora. Stone Cold Steve Austin venceu a luta, conquistando sua segunda vitória consecutiva no Royal Rumble. Essa seria a última vez que alguém venceria edições seguidas do Royal Rumble até Cody Rhodes repetir o feito em 2023 e 2024.

### Luta principal

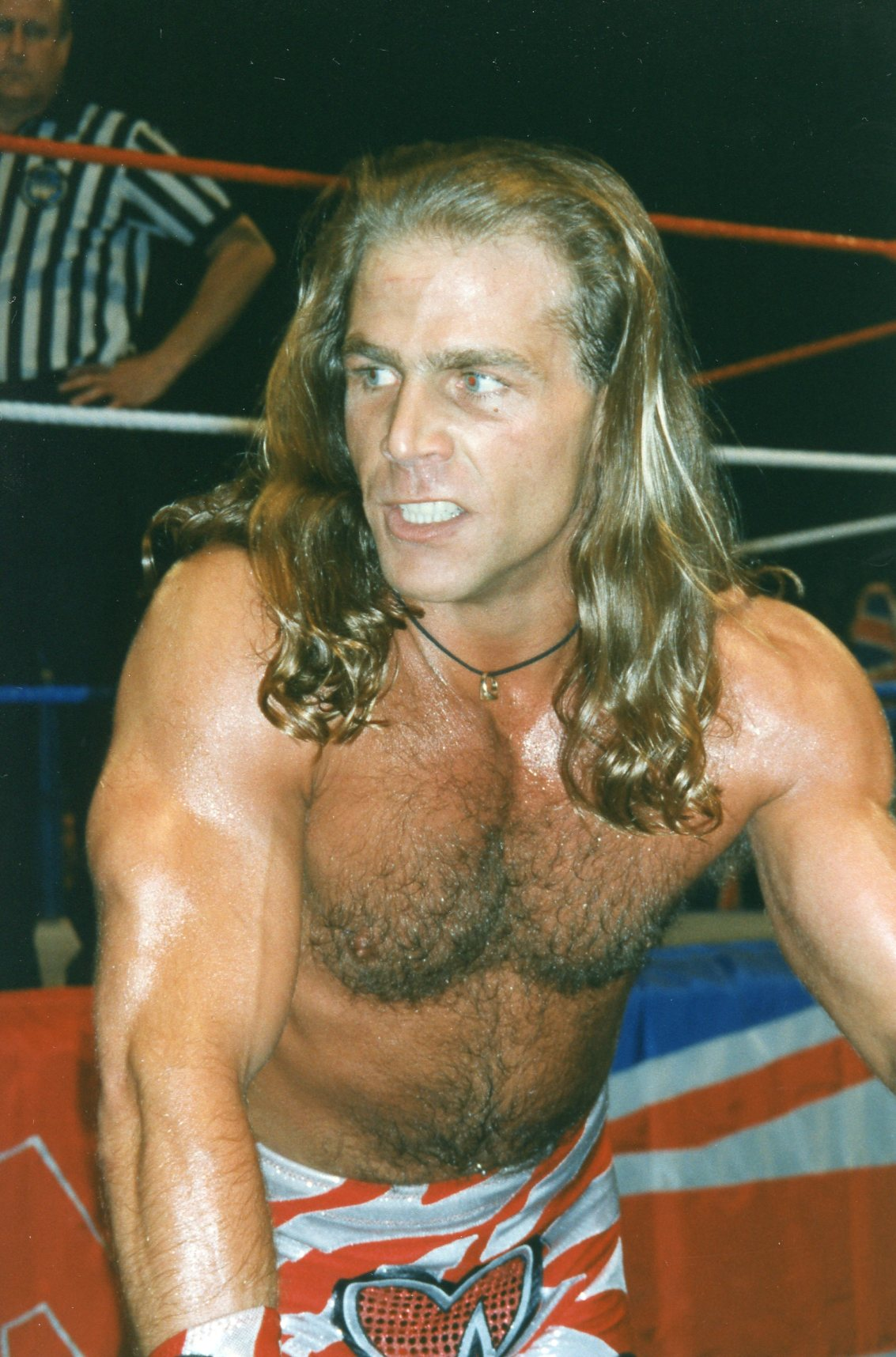
Shawn Michaels defendeu o WWF Championship contra The Undertaker em uma luta de caixão.

O evento principal então começou com The Undertaker dominando amplamente Shawn Michaels. Após caminhar pelas cordas, Undertaker conseguiu rolar Michaels para dentro do caixão, mas Michaels impediu o fechamento ao agarrar a saia do ringue. Quando Undertaker tentou fechar a tampa, Michaels a empurrou e atordoou o adversário ao jogar pó em seus olhos. Mesmo após um golpe na garganta, Undertaker começou a perder o controle da luta quando ela se estendeu para fora do ringue, com Michaels aplicando um piledriver brutal sobre os degraus de aço, seguido por um golpe de muleta de Triple H. Michaels também falhou ao tentar fechar o caixão com Undertaker dentro, o que levou a luta de volta ao ringue. Lá, Michaels tentou finalizar Undertaker com um high-flying elbow drop e acertou o Sweet Chin Music. Convencido da vitória, e com Undertaker caído dentro do caixão, Michaels preferiu zombar do oponente com um gesto obsceno, mas foi surpreendido quando Undertaker reagiu, iniciando uma breve luta que levou ambos de volta ao caixão depois que Undertaker errou um flying clothesline e caiu lá dentro com o próprio impulso. Michaels subiu na terceira corda e aplicou um elbow drop dentro do caixão, com ambos lutando brevemente lá dentro. Eventualmente, saíram do caixão e retornaram ao ringue, onde Undertaker aplicou um chokeslam em Michaels. Em seguida, ele arrastou o campeão para a borda do ringue e executou um jumping tombstone piledriver, colocando Michaels dentro do caixão e aparentemente garantindo a vitória. Antes que pudesse fechar a tampa, no entanto, os New Age Outlaws e os Los Boricuas invadiram o ringue e atacaram Undertaker em grupo, até que as luzes da arena se apagaram. A música de Kane tocou, e o "Big Red Monster" apareceu, eliminando sozinho todos os invasores e aparentemente vindo em socorro do irmão. Enquanto isso, Chyna e Triple H ajudaram o visivelmente machucado Shawn Michaels a sair do caixão. Mas então, Kane traiu seu irmão, acertando-o com um soco e aplicando um chokeslam dentro do caixão. Aproveitando a oportunidade, a D-Generation X rapidamente fechou a tampa, encerrando a luta e garantindo que Shawn Michaels retivesse o WWF Championship. Kane ainda não havia terminado. Com Paul Bearer ao seu lado, os dois trancaram o caixão com The Undertaker dentro usando um cadeado, antes de empurrá-lo até o topo da rampa de entrada. Lá, Kane começou a perfurar o caixão com um machado, abrindo buracos na madeira. Em seguida, ele despejou gasolina sobre o caixão e ateou fogo. O show saiu do ar com o caixão ainda em chamas, enquanto Kane e Bearer deixavam a arena. Diversos oficiais de emergência apareceram para apagar o fogo, enquanto o comissário da WWF, Sgt. Slaughter, e outros tentavam abrir o caixão para resgatar Undertaker. No entanto, ao conseguirem abrir, descobriram que o caixão estava vazio. Então, a voz de The Undertaker ecoou por toda a arena, declarando: "Kane, until our paths cross again, I shall never rest in peace!" (Kane, até que nossos caminhos se cruzem novamente... eu jamais descansarei em paz!).

## Recepção
Em 2010, Jack Bramma, do 411Mania, deu ao evento uma nota 7.0 [Bom], afirmando: "Vale a pena assistir por motivos históricos, se não por mais nada. Rocky claramente estava a caminho de se tornar uma estrela, Austin ainda não era o maior nome da indústria, mas estava perto, e o (meio que) fim da carreira de Michaels. Ah, e quatro lutas de qualidade".
Em 2019, Thomas Hall, do Wrestling Rumors, deu ao evento uma nota D, afirmando: "Tirando o bom evento principal, foi um show entediante no geral. 1998 acabaria sendo um ano incrível, mas esse não foi o melhor começo. Vimos muitos vestígios dos tempos ruins aqui, mas Austin estava chegando, e a WCW não podia fazer nada para pará-lo. Não foi um bom show, mas foi um mal necessário para chegarmos aos dias de glória".
Em 2022, John Canton, do TJR Wrestling, deu ao evento uma nota 6/10, afirmando: "Foi mais um Royal Rumble mediano, que carecia de grandes lutas, exceto o evento principal. Sobre a luta Undertaker/Shawn, embora tenha sido muito boa, não é a mais famosa nem a melhor deles. As outras lutas do card foram fracas, o que prejudicou bastante o show. Além disso, a luta do Royal Rumble provavelmente foi a mais previsível de todas, com Steve Austin vencendo. Tirando alguns momentos divertidos, não foi muito interessante. O público esteve engajado a maior parte da noite, o que é um ponto positivo, e senti que construíram bem as principais lutas para a WrestleMania. Pelo menos o Mike Tyson, que errou a entrevista e chamou o Austin de 'Cold Stone', me fez rir".

## Depois do evento
Ao vencer a luta Royal Rumble, "Stone Cold" Steve Austin ganhou o direito de enfrentar Shawn Michaels pelo WWF Championship na WrestleMania XIV. A presença de Mike Tyson na cabine de direção foi revelada na noite seguinte, pois ele assumiria o papel de árbitro especial do evento. Após um desentendimento com Austin, porém, o papel de Tyson foi alterado para agente especial, e ele logo se aliou ao D-Generation X. Na WrestleMania, entretanto, Tyson mostrou sua verdadeira face e interveio quando o árbitro foi derrubado, fazendo a contagem de três para Austin. Até hoje, muitos consideram esse momento como o nascimento oficial da "Attitude Era" e o ressurgimento da WWF como potência dominante sobre sua principal rival, a World Championship Wrestling (WCW).
Durante sua luta com The Undertaker, Shawn Michaels sofreu uma grave lesão nas costas ao receber um backbody drop sobre o caixão, aterrissando no cóccix na parte externa central do caixão. Michaels sofreu hérnia em dois discos da coluna e esmagou um terceiro, e a lesão o forçou a se aposentar da luta imediatamente após a WrestleMania. Como aconteceu, durante uma luta única contra Triple H no SummerSlam 2002, Michaels percebeu que suas costas já não o prejudicavam, e fez um retorno em tempo integral à luta. A lesão nas costas manteve Michaels afastado de todas as lutas até o evento principal na WrestleMania, apesar de ele estar anunciado no card do PPV seguinte, No Way Out of Texas. Seu substituto de última hora foi Savio Vega, que participou do evento principal de luta de quartetos, onde várias rivalidades de destaque convergiram no caminho para a WrestleMania.
Os New Age Outlaws participaram do evento principal na luta de quartetos no No Way Out of Texas, enfrentando Cactus Jack e Chainsaw Charlie antes da luta pelo título na WrestleMania. A aliança deles com Triple H nessa luta fez com que eles se juntassem ao recém-formado "Exército DX" no dia seguinte à WrestleMania. A Legion of Doom sofreu uma série de derrotas, culminando em outra derrota contra os Outlaws no episódio de 23 de fevereiro do Raw is War, após o que os dois tiveram uma briga no ringue e anunciaram a dissolução da equipe. Depois, eles reapareceram de forma modificada como "LOD 2000" na luta de abertura da WrestleMania, com Sunny como sua gerente.
A rivalidade de Rocky Maivia com Ken Shamrock se estendeu para uma luta de dez homens entre a Nation of Domination e a equipe de Shamrock, composta por Ahmed Johnson e os Disciples of Apocalypse. Shamrock venceu a luta ao aplicar o pin em The Rock, e, como resultado, enfrentou-o novamente na WrestleMania pelo Intercontinental Championship. Na WrestleMania, Shamrock venceu a luta inicialmente, mas não soltou sua chave de tornozelo; por isso, Shamrock foi desqualificado, e The Rock reteve o campeonato.
The Undertaker não retornaria à ação até a WrestleMania, onde derrotou Kane em uma luta individual. A rivalidade deles continuou com uma luta inferno no Unforgiven: In Your House em abril. Dois meses depois, os dois entraram em um roteiro onde o Undertaker foi finalmente revelado como cúmplice de seu irmão, o que terminou com Paul Bearer se reunindo com o Undertaker e virando contra Kane, levando eventualmente à formação do Ministry of Darkness no início de 1999. Essa também foi a última vez que Undertaker enfrentou Shawn Michaels em uma luta individual até os dois se encontrarem na WrestleMania 25; Undertaker lutaria contra Michaels mais uma vez na WrestleMania XXVI, onde venceu uma luta "sequência vs. carreira", forçando Michaels a se aposentar do wrestling definitivamente.

## Resultados
| Nº                                          | Resultados | Estipulações                                                                          | Tempo |
| ------------------------------------------- | --- | ------------------------------------------------------------------------------------- | ----- |
| 1                                           | Vader derrotou The Artist Formerly Known as Goldust (com Luna)                                                     | Luta individual                                                                       | 7:51  |
| 2                                           | Max Mini, Mosaic, e Nova derrotaram Battalion, El Torito, e Tarantula                                              | Luta de trios Sunny foi a árbitra especial convidada                                  | 7:48  |
| 3                                           | The Rock (c) derrotou Ken Shamrock por desqualificação                                                             | Luta individual pelo WWF Intercontinental Championship                                | 10:52 |
| 4                                           | The Legion Of Doom (Animal e Hawk) derrotaram The New Age Outlaws (Billy Gunn e Road Dogg) (c) por desqualificação | Luta de duplas pelo WWF Tag Team Championship                                         | 7:57  |
| 5                                           | Stone Cold Steve Austin venceu eliminando por último The Rock                                                      | Luta Royal Rumble de 30 homens por uma luta pelo WWF Championship na WrestleMania XIV | 55:24 |
| 6                                           | Shawn Michaels (c) (com Chyna e Triple H) derrotou The Undertaker                                                  | Luta de caixão pelo WWF Championship                                                  | 20:37 |
| (c) – Refere-se aos campeões antes da luta. | |                                                                                       |       |

### Entradas e eliminações da luta Royal Rumble
Um novo participante entrava aproximadamente a cada 90 segundos.
     – Vencedor
| Ordem de Entrada | Lutador                              | Ordem de Eliminação | Eliminado por                                                                   | Tempo | Eliminações |
| ---------------- | ------------------------------------ | ------------------- | ------------------------------------------------------------------------------- | ----- | ----------- |
| 1                | Cactus Jack                          | 2                   | Chainsaw Charlie                                                                | 09:21 | 1           |
| 2                | Chainsaw Charlie                     | 6                   | Mankind                                                                         | 25:19 | 3           |
| 3                | Tom Brandi                           | 1                   | Cactus Jack e Chainsaw Charlie                                                  | 00:12 | 0           |
| 4                | The Rock                             | 29                  | Stone Cold Steve Austin                                                         | 51:32 | 3           |
| 5                | Mosh                                 | 3                   | Kurrgan                                                                         | 13:09 | 0           |
| 6                | Phineas I. Godwinn                   | 12                  | Mark Henry                                                                      | 28:48 | 1           |
| 7                | 8-Ball                               | 15                  | Stone Cold Steve Austin                                                         | 30:43 | 1           |
| 8                | Blackjack Bradshaw                   | 16                  | Dude Love                                                                       | 35:45 | 1           |
| 9                | Owen Hart                            | 10                  | Chyna e Triple H                                                                | 02:00 | 1           |
| 10               | Steve Blackman                       | 4                   | Kurrgan                                                                         | 05:58 | 0           |
| 11               | D'Lo Brown                           | 17                  | Faarooq                                                                         | 32:21 | 1           |
| 12               | Kurrgan                              | 5                   | 8-Ball, Bradshaw, Ken Shamrock, Chainsaw Charlie, Phineas I. Godwinn e The Rock | 03:38 | 2           |
| 13               | Marc Mero                            | 14                  | Stone Cold Steve Austin                                                         | 19:38 | 0           |
| 14               | Ken Shamrock                         | 9                   | The Rock                                                                        | 09:15 | 1           |
| 15               | Thrasher                             | 19                  | Stone Cold Steve Austin                                                         | 28:08 | 0           |
| 16               | Mankind                              | 7                   | The Artist Formerly Known as Goldust                                            | 02:07 | 1           |
| 17               | The Artist Formerly Known as Goldust | 24                  | Chainz                                                                          | 26:01 | 2           |
| 18               | Jeff Jarrett                         | 8                   | Owen Hart                                                                       | 01:05 | 0           |
| 19               | The Honky Tonk Man                   | 18                  | Vader                                                                           | 19:55 | 0           |
| 20               | Ahmed Johnson                        | 11                  | D'Lo Brown e Mark Henry                                                         | 03:18 | 0           |
| 21               | Mark Henry                           | 26                  | Faarooq                                                                         | 19:07 | 2           |
| 22               | Skull                                | 13                  | Incapaz de competir devido a lesão.                                             | 00:00 | 0           |
| 23               | Kama Mustafa                         | 20                  | Stone Cold Steve Austin                                                         | 13:58 | 0           |
| 24               | Stone Cold Steve Austin              | -                   | Vencedor                                                                        | 15:58 | 7           |
| 25               | Henry O. Godwinn                     | 23                  | Dude Love                                                                       | 11:32 | 0           |
| 26               | Savio Vega                           | 21                  | Stone Cold Steve Austin                                                         | 09:29 | 0           |
| 27               | Faarooq                              | 28                  | The Rock                                                                        | 10:03 | 3           |
| 28               | Dude Love                            | 27                  | Faarooq                                                                         | 07:53 | 2           |
| 29               | Chainz                               | 25                  | Stone Cold Steve Austin                                                         | 04:56 | 1           |
| 30               | Vader                                | 22                  | The Artist Formerly Known as Goldust                                            | 02:15 | 1           |

↑  O árbitro Jack Doan foi inadvertidamente atingido por um chute de Phineas I. Godwinn durante sua eliminação, resultando em uma concussão no árbitro.
↑  Triple H e Chyna não foram participantes da luta Royal Rumble; eles chegaram à arena durante a entrada de Honky Tonk Man e trabalharam juntos para eliminar Owen. Owen então correu atrás dos dois até a área dos bastidores.
↑  Owen não pôde competir na Royal Rumble por um tempo, pois foi atacado por Jeff Jarrett a caminho do ringue; ele entrou na luta mais tarde, após a entrada de Jarrett, vingando-se e eliminando-o.
↑  Skull nunca chegou ao ringue; ele foi atacado por Los Boricuas antes da luta Royal Rumble, quando o confundiram com Stone Cold Steve Austin.
↑  Mick Foley é o único competidor a entrar na mesma luta Royal Rumble 3 vezes com personas diferentes.